# Grande Pagoda (Londra)
La Grande Pagoda (dall'inglese Great Pagoda), ufficialmente The Pagoda, è un capriccio architettonico collocato presso i Kew Gardens di Londra e progettato da William Chambers.

## Storia
La Grande Pagoda è l'unico sopravvissuto di una serie di edifici decorativi, costruiti negli anni sessanta del Settecento e facenti parte del giardino botanico dei Kew Gardens, commissionati a Chambers dalla principessa Augusta, vedova di Federico, principe del Galles. La Grande Pagoda venne completata nel 1761, in soli sei mesi. Soddisfatto del risultato, Chambers dichiarò che «le pareti dell'edificio sono composte di mattoni molto duri, disposti ordinatamente e con una cura tale che non si è formata nessuna crepa o frattura in tutta la struttura e considerando la sua notevole altezza e le brevi tempistiche in cui è stata costruita». Quando la Grande Pagoda venne terminata, la sua altezza impressionò i contemporanei; Horace Walpole scrisse a un amico che «la Pagoda di Kew sta iniziando a ergersi sopra gli alberi e presto la vedrai dallo Yorkshire».
Durante la seconda guerra mondiale, la Grande Pagoda divenne un sito di prova per le munizioni e vennero aperti dei fori lungo le sue pareti dai quali lanciare delle bombe fumogene. Sul finire del Novecento l'edificio era in avanzato stato di degrado. Nel 2006 la struttura venne chiusa al pubblico. In seguito a degli interventi di restauro da parte della Royal Botanic Gardens, Kew e dell'Historic Royal Palaces, la pagoda venne riaperta al pubblico nel 2018.
La Grande Pagoda è un monumento classificato di grado I.

## Descrizione
Considerato uno dei più significativi esempi di Chinoiserie, la Grande Pagoda riflette il diffuso interesse per l'arte e la cultura cinesi dilagata nel Settecento in Inghilterra.
Alta 50 metri, la Grande Pagoda è un edificio a torre di dieci piani decorati da arcate. Presenta un porticato terreno sorretto da pilastri lignei, mentre quelli superiori presentano delle balconate con motivi in stile Chinese chippendale. I tetti, che sono oggi in piombo, erano originariamente rivestiti da tegole bianche e verdi. Gli 80 draghi dorati collocati all'esterno dell'edificio non sono gli originali, che vennero rimossi dalla struttura nel 1784, ma delle copie aggiunte durante i restauri del 2018.
Per realizzare l'edificio, Chambers ha potuto attingere a un maggior numero di fonti rispetto alla maggior parte dei suoi contemporanei dal momento che, a loro differenza, era andato in Cina. Aldous Bertram del Gruppo Georgiano ritiene che il capriccio di Chambers sarebbe ispirato alla torre di porcellana di Nanchino e, forse, a due templi di Canton del diciassettesimo secolo.